# Scala Coeli
Scala Coeli är en ort och kommun i provinsen Cosenza i regionen Kalabrien i Italien. Kommunen hade 926 invånare (2018).